# Karam (Yékoua)
Karam ist ein Dorf in der Landgemeinde Yékoua in Niger.

## Geographie
Das von einem traditionellen Ortsvorsteher (chef traditionnel) geleitete Dorf befindet sich rund fünf Kilometer nordwestlich des Hauptorts Yékoua der gleichnamigen Landgemeinde, die zum Departement Magaria in der Region Zinder gehört. Zu weiteren Siedlungen in der Umgebung von Karam zählen Saboua im Norden, Tounfafi im Südwesten und Tchédia im Westen.
Karam ist Teil der Übergangszone zwischen Sahel und Sudan. Die durchschnittliche jährliche Niederschlagsmenge beträgt hier zwischen 400 und 500 mm.

## Bevölkerung
Bei der Volkszählung 2012 hatte Karam 1343 Einwohner, die in 210 Haushalten lebten. Bei der Volkszählung 2001 betrug die Einwohnerzahl 839 in 131 Haushalten und bei der Volkszählung 1988 belief sich die Einwohnerzahl auf 863 in 95 Haushalten.

## Wirtschaft und Infrastruktur
Mit einem Centre de Santé Intégré (CSI) ist ein Gesundheitszentrum im Dorf vorhanden. Es verfügt über ein eigenes Labor und eine Entbindungsstation. Es gibt eine Schule im Ort.